# Bernal Díaz del Castillo
Bernal Díaz del Castillo (Medina del Campo, 1496-Santiago de Guatemala, 3 de febrero de 1584) fue un conquistador español que participó en la conquista de México y fue más tarde regidor de Santiago de Guatemala. Se le atribuye la autoría de la Historia verdadera de la conquista de la Nueva España, la cual comenzó a redactar como un monumento de guerras; pero más tarde fue revisada y expandida en respuesta a la publicación de Francisco López de Gómara, que Díaz del Castillo consideraba muy imprecisa, además de que no reconocía los esfuerzos que llevaron los soldados comunes durante la conquista de México.

## Biografía
Bernal Díaz del Castillo nació entre octubre de 1495 y marzo de 1496 en Medina del Campo, Castilla, hijo del regidor Francisco Díaz del Castillo, apodado "El Galán". Solo estudió las primeras letras. Marcelino Menéndez Pelayo ensalza su "épica prosa". Parece que, de joven, solo visitó Salamanca y Valladolid, ciudades que cita en sus escritos. Fue muy aficionado a las novelas de caballerías, y a las armas. El historiador y jesuita Carmelo Sáenz de Santamaría asegura que era "adicto al chocolate y nada bebedor". Tenía alrededor de 20 años y carecía de hacienda cuando viajó en 1514 a América, presuntamente en la expedición de Pedro Arias Dávila, nombrado un año antes gobernador de Castilla del Oro. Después de participar en algunas expediciones en Tierra Firme se embarcó para la recién conquistada Cuba, donde gobernaba Diego Velázquez de Cuéllar, quien le prometió indios en encomienda, aunque esta promesa nunca llegó a cumplirse.
La situación de inactividad no afectaba solo a Bernal Díaz sino a otros muchos españoles, motivo por el cual se juntaron 110 de ellos y organizaron una expedición privada en busca de las tierras que no estaban consiguiendo en Cuba. Reuniendo dinero de todos, compraron tres navíos y nombraron a Francisco Hernández de Córdoba como capitán. Enterado el gobernador de la isla, quiso también participar en la empresa aportando un cuarto navío, aunque con la condición de que aquella expedición pasase primero por las islas Guanajas para capturar indios y, con ellos, recuperar lo gastado. Sin embargo, aquella propuesta fue mal recibida por los expedicionarios pues “desque vimos los soldados que aquello que pedía el Diego Velázquez no era justo, le respondimos que lo que decía no lo mandaba Dios ni el rey, que hiciésemos a los libres esclavos“. Finalmente el gobernador aceptó los argumentos de quienes estaban organizando el viaje y la expedición llegó muy pronto a las costas de Yucatán. Nada más llegar, en los primeros días de marzo de 1517, la expedición fue atacada por los indígenas en Cabo Catoche en donde murieron dos soldados. En la siguiente parada en Champotón murieron 57 más. Enfebrecidos por las numerosas heridas y absoluta falta de agua, decidieron regresar a Cuba pasando por Florida donde, nuevamente, fueron atacados.

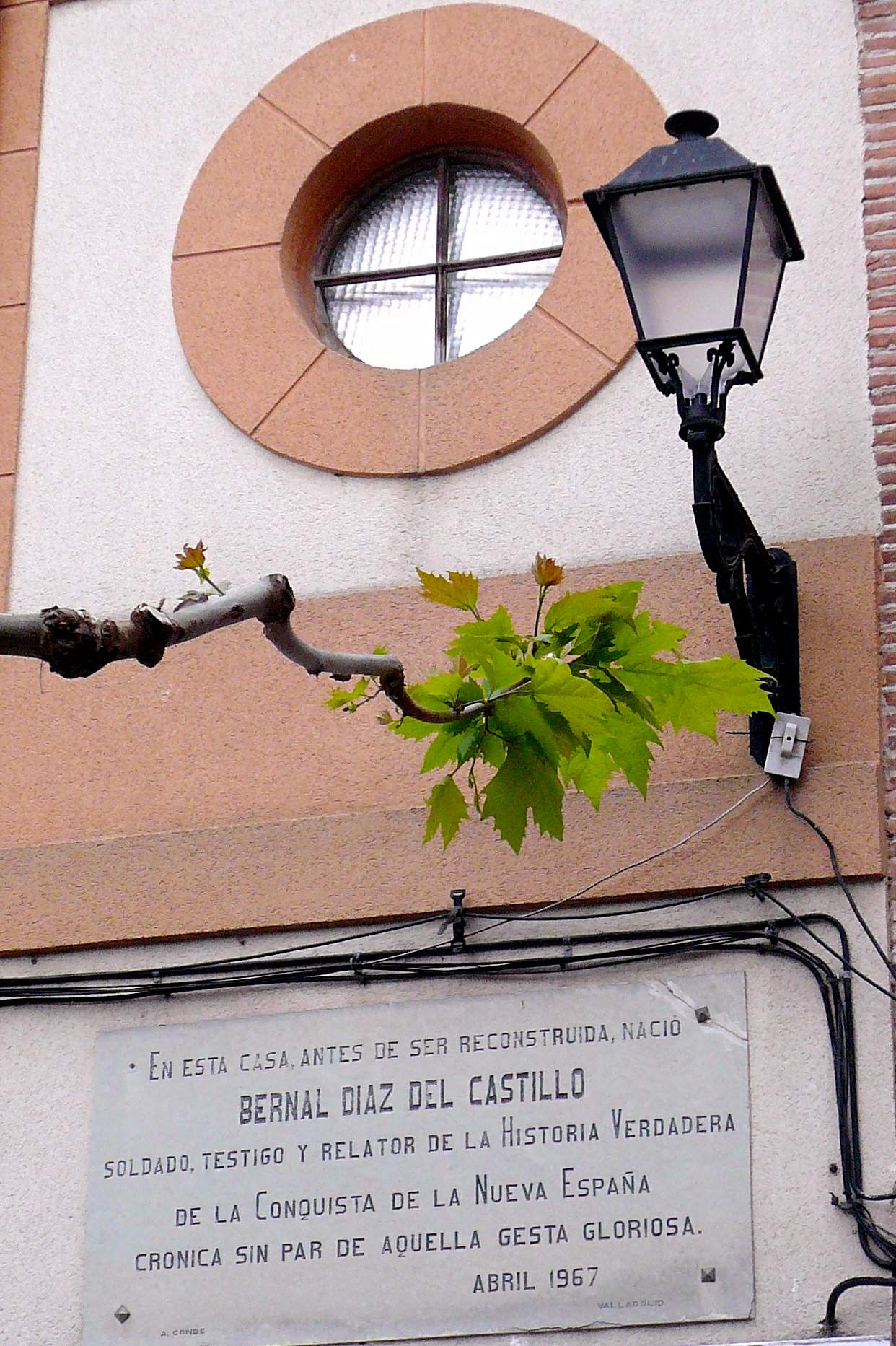
Placa memorial de Bernal Díaz del Castillo en su Medina del Campo natal

En 1518 se alistó en la expedición de Juan de Grijalva que tenía por objeto rescatar oro con los indios mayas, la cual, tras haber recorrido las costas de Yucatán y de Veracruz, volvió a Cuba.
En 1519 se unió finalmente a la expedición al mando de Hernán Cortés que culminaría con la caída de México-Tenochtitlán y la conquista del imperio azteca y otras regiones del actual México. 
Posteriormente participaría en diversas expediciones y conquistas en lo que hoy es el sureste mexicano, Guatemala y Honduras.
Bernal Díaz del Castillo, junto con Hernán Cortés, partió de México en noviembre de 1524 hacia las Hibueras (actual Honduras). Durante este viaje (1524-1526), Bernal pasó por la ciudad de Guatemala y quedó profundamente impresionado, lo cual influiría significativamente en su decisión de asentarse allí "cerca de 15 años más tarde". A diferencia de Cortés, quien regresó a México por mar y llegó en junio de 1526, Bernal volvió por tierra, arribando probablemente más tarde debido a que los viajes por tierra solían ser más lentos que por mar.
Tras su llegada, Bernal estableció una relación duradera con Francisca, una indígena que había sido regalada por Moctezuma y descrita como 'una india muy hermosa, hija de hombre principal'. No está claro si su relación con Francisca comenzó antes de que Bernal partiera hacia las Hibueras o si se consolidó a su regreso; sin embargo, es a partir de su regreso cuando se documenta su vida en común. Las dos hijas de Bernal, (Teresa e Inés) fruto de esta unión, probablemente nacieron entre 1527 y 1532. Bernal vivió principalmente en la Ciudad de México, donde residió hasta su partida hacia España en enero de 1540, realizando numerosos viajes a Coatzacoalcos, donde desempeñaba sus funciones como corregidor.
En recompensa a sus servicios durante la Conquista, le son otorgados indios en encomienda; sin embargo, diversas razones llevan a que no sean en la cantidad por él esperada o que incluso llegue a perderlos. En este sentido, Bernal comienza a realizar diversas gestiones ante altos funcionarios de la Nueva España esperando obtener una mejor recompensa. Los primeros frutos de ello fueron las encomiendas que se le otorgaron en Cintla y Cimatlán.
Al obtener el cargo de Regidor de Guatemala, rompió el hierro destinado a marcar a los esclavos dando parte al Presidente de la Real Audiencia de México, Sebastián Ramírez de Fuenleal y rogándole que ordenase que no se herraran más esclavos en toda la Nueva España. La contestación de ése fue positiva y elogiosa pues, “mandó (el Oidor), que no se herren más indios en toda nueva España, ni en Jalisco, ni Tabasco, ni Yucatán ni Guatemala“. De hecho, el presidente le nombró visitador general para evitar que se herrasen indios (es decir, para evitar que se les convirtiera por la fuerza en esclavos).
En su afán de conseguir que sus esfuerzos en la Conquista fuera recompensados, Bernal promueve una probanza de méritos el 7 de septiembre de 1539 en la Ciudad de México. Entre los testigos figura su antiguo capitán Luis Marín.
Siguiendo con este afán, Bernal Díaz del Castillo realizó varios viajes a España en demanda de mercedes. En el primero, en enero de 1540, llevó consigo sendas cartas de recomendación escritas por el virrey Antonio de Mendoza y Hernán Cortés. No obstante, Bernal no logró ser atendido por el Consejo de Indias. Sin embargo, en un segundo intento consiguió que se expidieran cédulas a su favor, ordenando al virrey de Nueva España que compensara a Bernal con encomiendas en las provincias de Chiapas y Tabasco, donde anteriormente le habían quitado durante su expedición en Honduras.No obstante, este mandato no pudo ejecutarse efectivamente, ya que las encomiendas en dichas provincias ya estaban asignadas y los indios 'estaban todos repartidos', impidiendo así la restauración completa de sus encomiendas originales.
A su regreso de este primer viaje, y como se había presagiado durante su anterior viaje a las Hibueras con Cortés entre 1524 y 1526, Bernal eligió Santiago de Guatemala como su residencia permanente en 1540, esperando obtener apoyo para sus encomiendas gracias a su buena relación con Pedro de Alvarado. Sin embargo, Alvarado había partido hacia México en agosto de 1540, y no estaba presente para intervenir en nombre de Bernal. Francisco de la Cueva, primo segundo de Beatriz de la Cueva (esposa de Pedro), fue nombrado como Teniente de Gobernador durante su ausencia. Alvarado, involucrado en conflictos en Jalisco, falleció el 4 de julio de 1541. Tras su muerte, Beatriz de la Cueva fue nombrada gobernadora, pero su mandato fue trágicamente breve ya que falleció poco después durante la devastadora inundación (lahar, e.g., flujo de lodo volcánico) que sucedió "dos horas después de anochecido, sábado", el 10 de septiembre de 1541.
Este período de transiciones rápidas y trágicos acontecimientos contribuyó a una considerable inestabilidad administrativa. En este contexto de flujo gubernamental, las gestiones de Bernal por asegurar encomiendas se vieron demoradas. No fue hasta la llegada de Alonso de Maldonado como gobernador interino, desde el 17 de mayo de 1542 hasta 20 de noviembre de 1542, que Bernal fue parcialmente compensado mediante la concesión de tres encomiendas en los pueblos de indios de Sacatepéquez, Jozagazapa y Mistán. Además, Alonso de Maldonado facilitó que Bernal fuese nombrado miembro del cabildo de la ciudad, un indicativo claro de su integración y creciente estatus dentro de la administración colonial de Guatemala. Estos roles no solo aseguraron su posición socioeconómica en la nueva colonia, sino que también le permitieron influir en la gobernanza local y en la gestión del trabajo indígena.
Al establecerse en Santiago de Guatemala en 1540, Bernal inició una relación con otra indígena, bautizada como Angelina de Torres. De esta relación nació hacia 1541 un hijo ilegítimo, Diego Luis del Castillo (también conocido como Diego Luis Díaz del Castillo), quien fue legitimado mediante real cédula el 30 de septiembre de 1561. Cabe destacar que Francisca, la madre de Teresa e Inés, no acompañó a Bernal a Guatemala, lo que refuerza que sus dos hijas ya habían nacido y crecido antes de su establecimiento definitivo en Guatemala. También es posible que Francisca falleciera, y por eso no acompañó a Bernal a Guatemala.
Sin embargo, para obtener las encomiendas, Bernal Díaz del Castillo se vio obligado a contraer matrimonio en 1544 con Teresa Becerra, una mestiza hija de Bartolomé Becerra, conquistador y alcalde ordinario de Guatemala, y de una mujer indígena. Teresa era viuda de Juan Durán, de quien había tenido previamente una hija, Isabel. De su unión con Teresa, Bernal tuvo nueve hijos; el mayor, Francisco Díaz del Castillo, fue el encargado de la redacción y de poner en limpio uno de los manuscritos de la Historia verdadera de la conquista de la Nueva España, tarea que incluyó la edición y adición de información.A pesar de sus esfuerzos, Francisco no llegó a ver la publicación del manuscrito, ya que falleció en 1618, catorce años antes de que el libro se publicara oficialmente en 1632.
El segundo de los viajes (1549 o 1550) lo realizó a consecuencia de la promulgación de las Leyes Nuevas para los encomenderos (1542) para pleitear de nuevo. En esta estancia en España participó en la Junta de Valladolid acerca de la esclavitud de los nativos americanos, la perpetuidad de encomiendas y tributos, la cual se celebró en 1550 (enfrentándose los argumentos contrarios de Bartolomé de las Casas y Juan Ginés de Sepúlveda). De este segundo viaje obtiene algunas cédulas para que se le restituyan más encomiendas, y para realizar un canje de un pueblo encomendado en Coatzacoalcos por otro en Guatemala, peticiones que no atendió el oidor López Cerrato.
Regresa a Guatemala en septiembre de 1551 y es elegido regidor perpetuo de la ciudad; pero al no lograr que el presidente de la audiencia satisficiera lo que pretendía haber obtenido en España, escribió una carta al Emperador (fechada el 22 de febrero de 1552) y prosiguió en su lucha por los que creía ser derechos inherentes a sus méritos de conquistador. Así, entre 1553 y 1557 habría empezado a darle un nuevo cariz a un primitivo monumento de guerras a partir de la lectura de la historia de la conquista de México que había escrito Francisco López de Gómara (1555). La ampliación de este monumento de guerras se convertirá a la larga en la Historia verdadera.
El 6 de mayo de 1565, y gracias a las gestiones de su hijo Diego, el rey Felipe II le hace concesión a Bernal de su escudo de armas.
En 1567 Bernal viaja de nuevo a España, y finalmente al año siguiente afirma haber acabado de poner en limpio su Historia verdadera. Sin embargo, hasta 1575 no parece que fuera enviada a España, de lo cual da cuenta el licenciado Pedro Villalobos, presidente de la Real Audiencia de Guatemala, en una carta al rey del 29 de marzo de 1575. Sin embargo, Bernal conservará una copia del manuscrito la cual continuará ampliando y enmendando hasta prácticamente su muerte.
Su hijo Diego formó parte de la administración del virrey Luis de Velasco y fue nombrado corregidor de las villas de Izcateupa y Atenango. En 1570 se vio envuelto en un litigio con el clérigo de Tlalcozautitlán, Gaspar de Tejera, que lo acusó de rebelde y hereje, a lo que Diego respondió negando sus acusaciones y tachando al propio Tejera de corrupto y abusador de los indios. Diego fue absuelto al final.
Bernal Díaz del Castillo murió el 3 de febrero de 1584. Sus restos se encuentran en la catedral de la ciudad de Antigua Guatemala marcados con una losa conmemorativa.

## Expediciones

### Bajo el mando de Francisco Hernández de Córdoba
En 1517 Bernal se embarcaría en la expedición que bajo el mando de Francisco Hernández de Córdoba había sido enviada por Diego Velázquez de Cuéllar para explorar otras regiones del Caribe y que terminaría explorando las costas de Yucatán.
En esta expedición los españoles se enfrentaron a los mayas en las costas de Catoche y Campeche, y, finalmente, ante la hostilidad de los mayas de Potonchán, emprendieron la vuelta a Cuba haciendo antes una escala en la Florida.

### Bajo el mando de Juan de Grijalva
En 1518 se embarcaría Bernal en la expedición que hacia Yucatán partió bajo el mando de Juan de Grijalva. La expedición desembarcaría en primer lugar en la isla de Cozumel; pasarían luego a territorio de la península de Yucatán donde tendrían enfrentamientos con los mayas de Champotón. Pasaría posteriormente la expedición por la boca de Términos y llegarían luego al río Grijalva. Seguido de esto llegarían a Coatzacoalcos y continuarían hasta los ríos Papaloapan y Banderas. Llegan luego a San Juan de Ulúa y finalmente, después de que una parte de la expedición hubo regresado a Cuba, alcanzan el río Pánuco.
La expedición termina debido al hecho de que el capitán Grijalva tenía permisos para rescatar oro y no para poblar, ante lo cual emprenden la vuelta a Cuba.

### Bajo el mando de Hernán Cortés
En el año de 1519 se embarcaría Bernal nuevamente hacia las costas de Yucatán en las expedición comandada por Hernán Cortés; pero hallándose bajo las órdenes directas de Pedro de Alvarado.
Por lo relatado en su Historia verdadera, Bernal habría estado presente en los mayores acontecimientos de la Conquista de México: desembarcó en Cozumel y luego participaría en los enfrentamientos contra los mayas de Champotón y Potonchán. Seguiría a esto la batalla de Centla contra los mayas chontales de Tabasco. Ya en territorios de los totonacas participaría en la alianza con estos en Cempoala y luego en el rompimiento con Diego Velázquez y la fundación de la Villa Rica de la Vera Cruz. A esto seguirían las batalla contra los tlaxcaltecas y la alianza con los señores de Tlaxcala para enfrentar a los aztecas. Luego estaría presente en la entrada en la Ciudad de México-Tenochtitlán y en la prisión de Moctezuma.
Bernal no se hallaría presente en la matanza del Templo Mayor perpetrada bajo las órdenes de Pedro de Alvarado pues habría acompañado a Cortés a Veracruz para someter a las tropas de Pánfilo de Narváez que habían sido enviadas por el gobernador de Cuba para apresar a Cortés.
De regreso en la Ciudad de México, Bernal habría logrado salvarse en la batalla de la Noche Triste y habría participado en la posterior batalla de Otumba. Se refugiaría en Tlaxcala con el ejército de Cortés y desde ahí participaría en las diversas batallas para someter a las poblaciones circundantes del valle de México. Finalmente, participaría en el asedio y sitio final de Tenochtitlán peleando bajo las órdenes de Pedro de Alvarado en el frente de Tacuba.
Una vez tomada la Ciudad de México-Tenochtitlán, Bernal pasaría bajo las órdenes del capital Luis Marín a conquistar la provincia de Coatzacoalcos, donde recibiría tierras e indios en encomienda (en Maltrata, Orizaba y Ozotequipa). También participaría en el sometimiento de la provincia de Chiapas, donde recibiría encomiendas en Cimatlán y Chamula.
En 1524, la expedición que Hernán Cortés comandaría hacia las Hibueras lo reclutaría en su paso por Coatzacoalcos. A su regreso de la fallida expedición (1526), Bernal y los demás conquistadores encuentran que, al haber sido dados por muertos, han sido despojados de sus haciendas y encomiendas. A partir de este momento Bernal se verá envuelto en un largo proceso para que le sean devueltas las encomiendas perdidas y le sean otorgadas otras en recompensa a sus servicios durante la Conquista. Será este afán de probar sus méritos lo que lo llevará a la larga a redactar la Historia verdadera.

## Documentos biográficos
Además de las varias cartas mencionadas en la sección biográfica, se tienen los siguientes registros (a veces dudosos) de la existencia de Bernal y su autoría de la Historia.

### Documentos personales
De su lugar de nacimiento no existen actas registradas con su nombre ya que Medina del Campo (lugar popularmente atribuido a su tierra natal) fue asaltada militarmente por Carlos V al sofocar una rebelión durante la Guerra de las Comunidades de Castilla.
Atestigua la existencia de Bernal Díaz (nombre original hasta 1552) el acta de matrimonio de su hija en 1544.
Nueve documentos administrativos, incluyendo una cédula médica para su hija no reconocida, Teresa Díaz de Padilla, son registrados en 1551. Su hijo no reconocido, por el único nombre de Diego, aparece en un documento de legitimación en 1561.

### Bajo el mando de Pedrárias Dávila y Juan de Grijalva
Díaz afirma iniciar sus expediciones bajo el mando de Pedro Arias de Ávila (Pedrárias Dávila) en su expedición de 12 de abril de 1514, pero no hay registros de él en la tripulación. Un Bernal Díaz llega a Cuba más tarde el 5 de octubre de 1514. Otra edición corrige la fecha en 1569 diciendo que Díaz conoce a Alvarado en 1518 y a Cortés en 1519. Esta afirmación no coincide con las estadías de Cortés y Alvarado ya que, Alvarado llegó a Cuba en 1511 y Cortés era alcalde en Cuba desde 1514 . La expedición de Cortés sale en 1518 de Cuba y ya no regresa, Díaz afirma acompañar a Cortés desde la salida de Cuba. Al año siguiente, en 1519, se cree popularmente que Díaz se embarcó bajo el mando de Juan de Grijalva, para entrar en territorio Maya para luego retornar a Cuba. Sin embargo, asistir a esta expedición se considera improbable, ya que en documentos de 1539 Díaz no afirma su participación hasta la nueva edición de la  Historia verdadera de 1569. No obstante un Bernal Díaz aparece en los registros de Grijalva, pero este Díaz es un sacerdote que publicó sus obras en latín e italiano.

### Documento de Veracruz
La firma de Díaz aparece entre la de los demás miembros de la expedición de Cortés en el documento fundacional de la ciudad de Veracruz del 20 de junio de 1519.

### Cartas a España
Se conocen cinco cartas en España de 1552-1575, incluyendo una dirigida a Carlos V; la última al Cabildo de Guatemala en 1580. También hay registros en la Probanza a favor de la hija de Pedro de Alvarado entre 1556-1569. Documentos posteriores recopilados y creados por sus descendientes ( con la intención de reclamar herencias) están fechados en 1613. Conflictos familiares reclamando sus propiedades se extendieron hasta al menos 1629.

### Relaciones de los demás conquistadores
Su existencia no aparece en las narraciones de la conquista en las Cartas de Relación de Cortés (en México y en las Hibueras), tampoco en obras de otros participantes de la conquista. No aparece en la obra compiladora de José Luis Martínez quien reunió todos los documentos de la conquista en una obra de cuatro volúmenes y 1860 páginas.
Una inexplicable ausencia se da durante el Juicio de residencia contra Cortés iniciado por Carlos V. Ahí se le enjuicia con el objetivo de disminuir su poder en México, citando en dos sesiones judiciales en 1529 y 1535, a todos los participantes de la conquista que acompañaron a Cortés, incluyendo inclusive a 'muleros' por nombre y participación en la expedición . Díaz del Castillo no aparece en ambas sesiones.
Otro testigo de la no participación de Díaz del Castillo en la conquista proviene de Luis Marín alcalde ordinario de México en 1539, quien afirma conocer a Díaz hasta 1522, un año después de la finalización de la expedición.

### Carta del ejército de Cortés al Emperador
Una de las más polémicas ausencias de Díaz en la expedición de Cortés, se aprecia en la carta que Hernán envía a Carlos V en octubre de 1520 con la firma de los 544 integrantes de la expedición, afirmando que ellos lo eligen como capitán General de México, Díaz siendo siempre cercano a Cortés no aparece dentro de las firmas, solamente aparecen otros miembros con nombres o apellidos similares, pero ninguno Bernal Díaz o Díaz del Castillo. En su Historia Verdadera, Díaz dice no haber participado debido a hallarse convaleciente por fiebres.
Estudios recientes argumentan que Bernal Díaz toma el apellido toponímico adicional del mayordomo de Cortés, Bernaldino del Castillo, quien también fue alcalde ordinario de la Ciudad de México . Su apellido aparece sin del Castillo en su acta de matrimonio.
Finalmente el 12 de febrero de 1579, en Santiago de Guatemala, es el primer momento en que Díaz (ya anciano y donde se cree que su hijo lo presiona para adjudicarse la obra) afirma ser el autor en una carta al rey Felipe II, donde su autoría se vuelve popular. Su esposa también lo afirma en otra carta de 1586 con reservas, al afirmar que él la ordenó y esta obra está escrita de mano, no por su puño y letra.

### Como regidor de Guatemala
Elegido regidor de la ciudad de Santiago de Guatemala, concurrió a las sesiones del cabildo según lo muestran las actas suscritas por él.
Alonso de Zorita, que fue oidor de las Audiencias de Nueva Granada, México y Guatemala y anduvo por tierras de esta última desde la primavera de 1553 a finales de abril de 1557, dice en su Relación de la Nueva España: «Bernaldo Díaz del Castillo, vecino de Guatemala... fui conquistador, me dijo, estando yo por oidor... que escribía la historia de aquella tierra y me mostró parte de lo que tenía escrito; no sé si la acabó ni si ha salido a la luz».

### Identidad de Bernal Díaz del Castillo
Finalmente se tiene evidencia grafológica de que la escritura de los manuscritos originales pertenecen al menos a 6 copistas distintos y que las firmas de Bernal Díaz del Castillo siempre fueron muy cambiantes e incluso incomprensibles, a excepción de una firma usada para una carta a Carlos V. El retrato que se conoce también se considera una copia del retrato de Enrique IV (rey de Francia), donde en el original del rey francés y en el retrato de Díaz del Castillo se puede observar el panache blanc (del francés, pluma blanca), una banda blanca símbolo del protestantismo francés del siglo XVI.

Proceso de creación de la imagen popular de Bernal Díaz Del Castillo
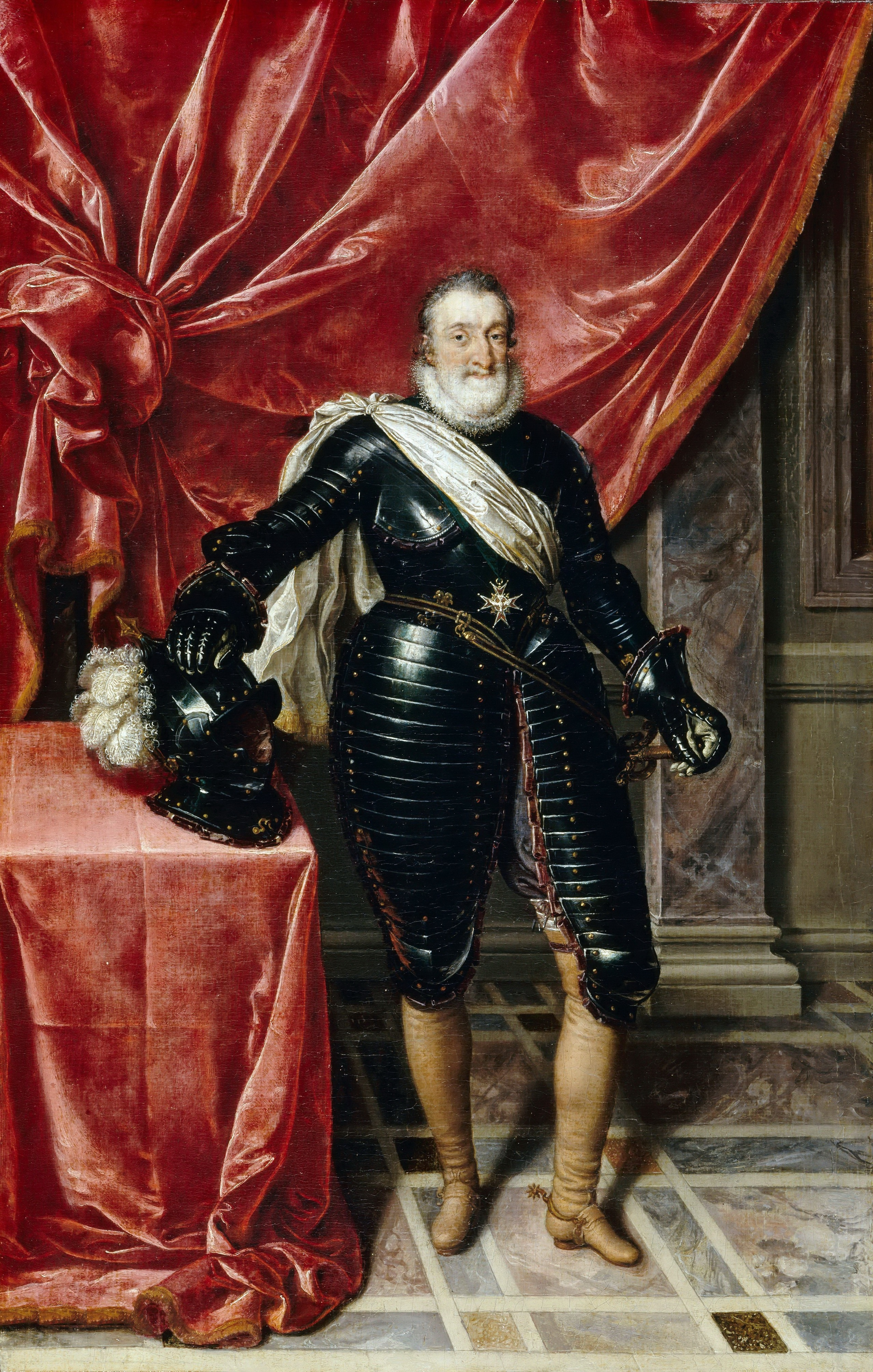
Enrique IV de Francia por Frans Pourbus el Joven, se puede observar el panache blanc (del francés, pluma blanca),[53] una banda blanca símbolo del protestantismo francés del siglo XVI. Francia 1610
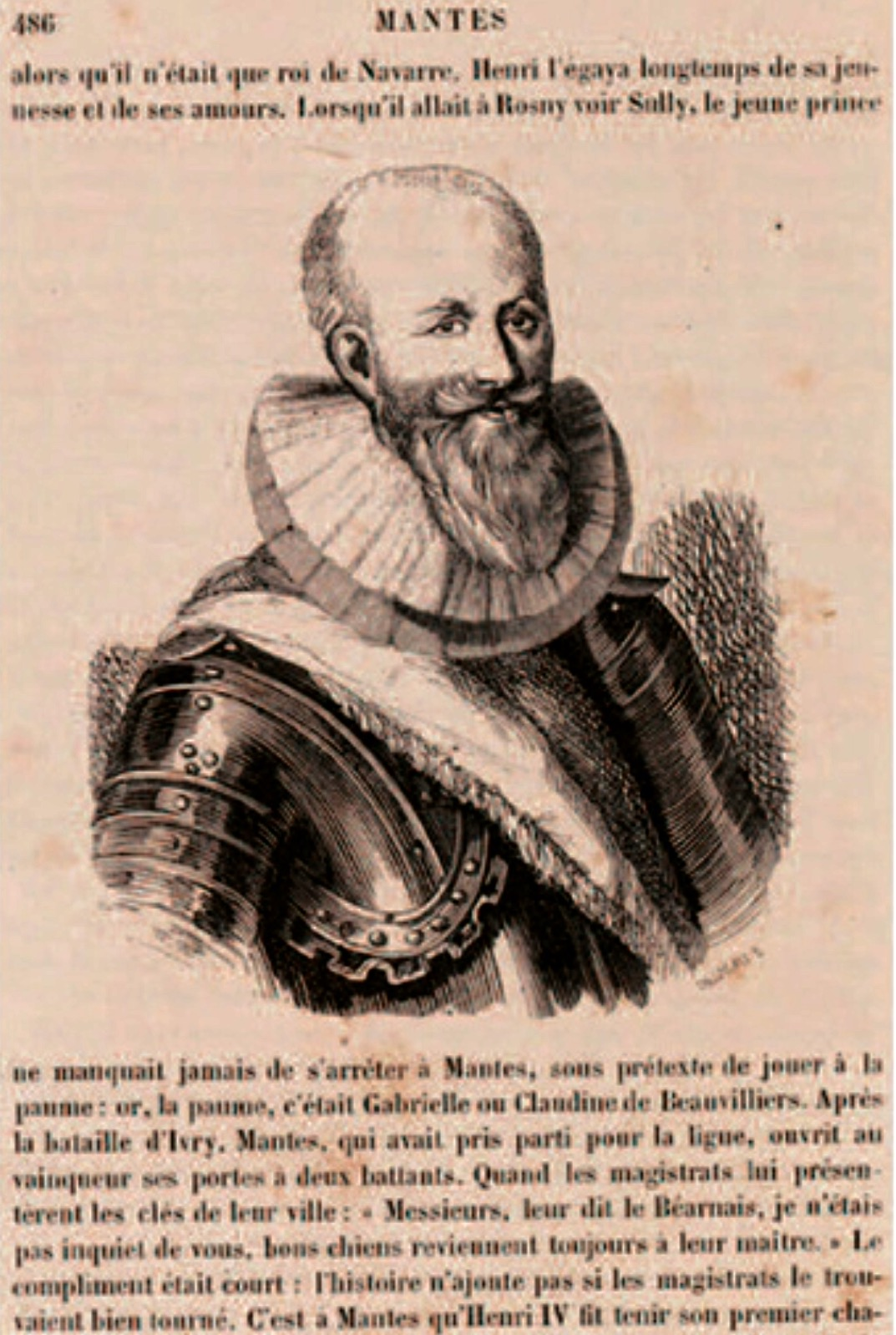
Retrato del rey Enrique IV de Francia en el libro Les Environs de Paris por Charles Nodier. Imagen base para crear la representación moderna del conquistador español Bernal Díaz Del Castillo, Francia 1844
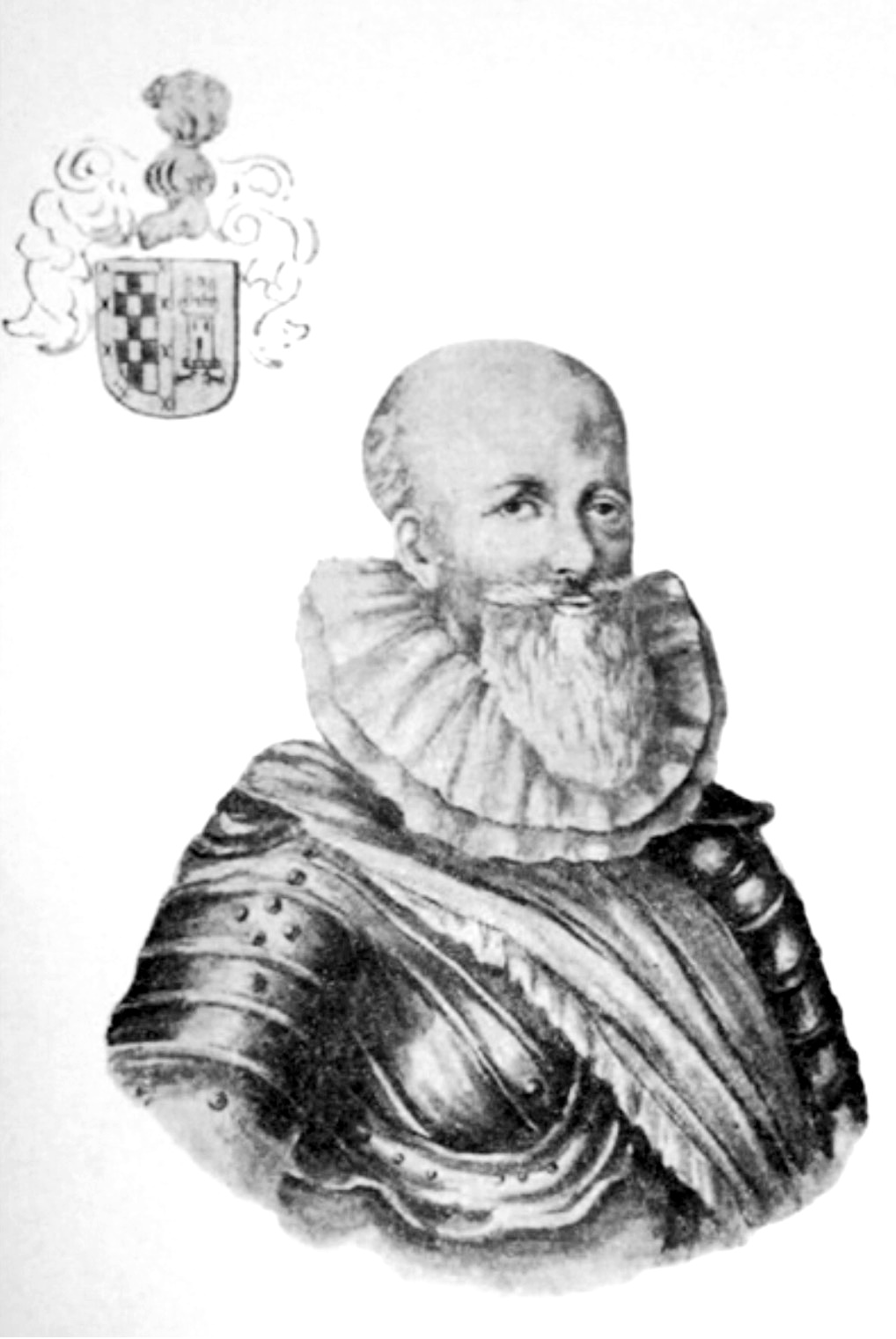
Presunto retrato del conquistador español Bernal Díaz Del Castillo, basado en el retrato del rey francés Enrique IV, portando la banda protestante del rey francés también; por Genaro García, Guatemala 1904.

#### Edad de Bernal Díaz del Castillo
Su edad se conoce por su propio testimonio (tres veces declarada) el 26 de febrero de 1568, donde entonces tendría 84 años cuando termina supuestamente la Historia verdadera, sin embargo diversos documentos jurídicos coloniales no coinciden con su declaración al publicar la obra. Inclusive durante la probanza a favor de la hija de Alvarado atestigua en 1557, conocer a su padre desde hace 35 años, colocando su encuentro después de la Conquista de México, en 1522.

## Obra

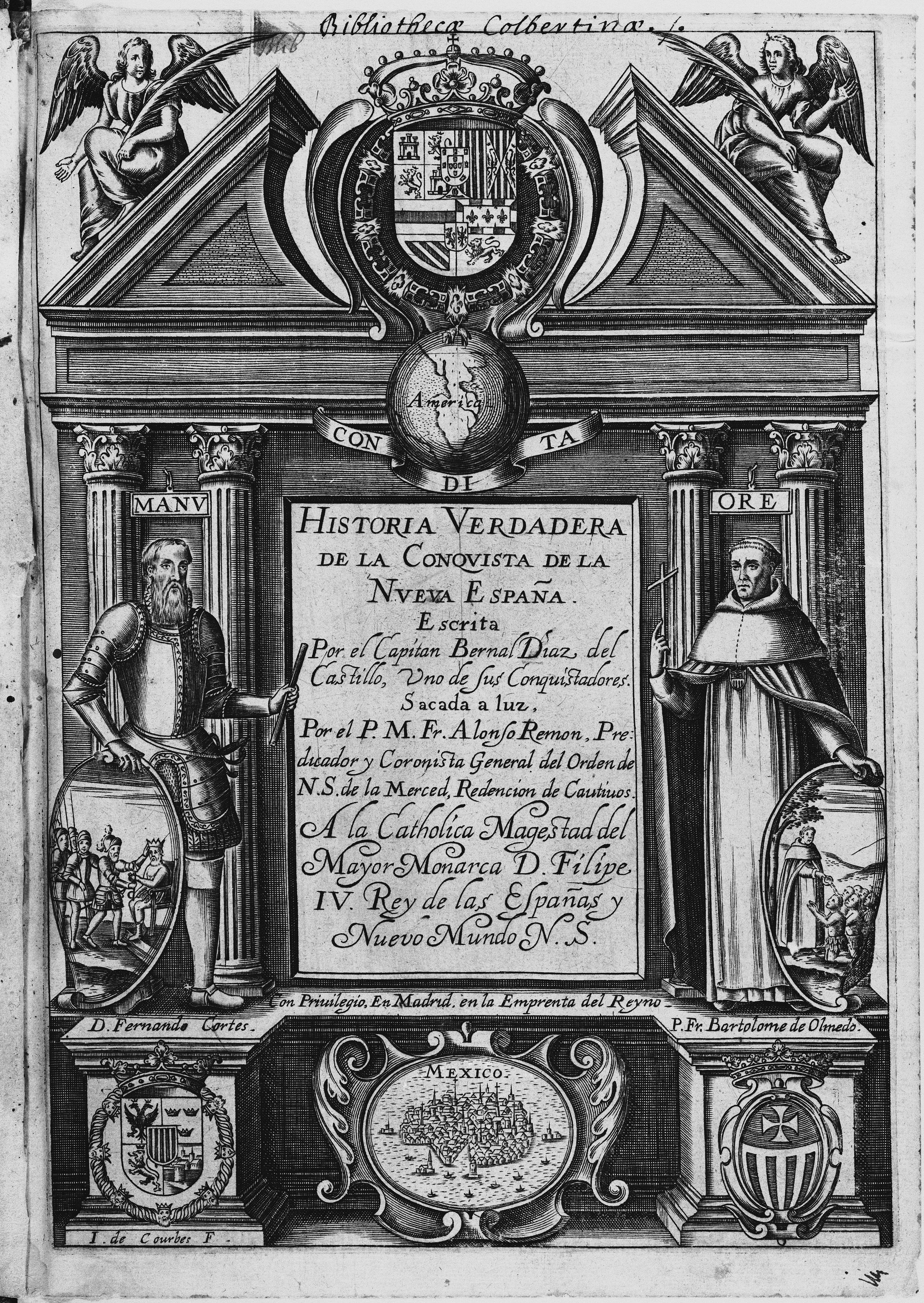
Portada de la Historia verdadera, 1632.

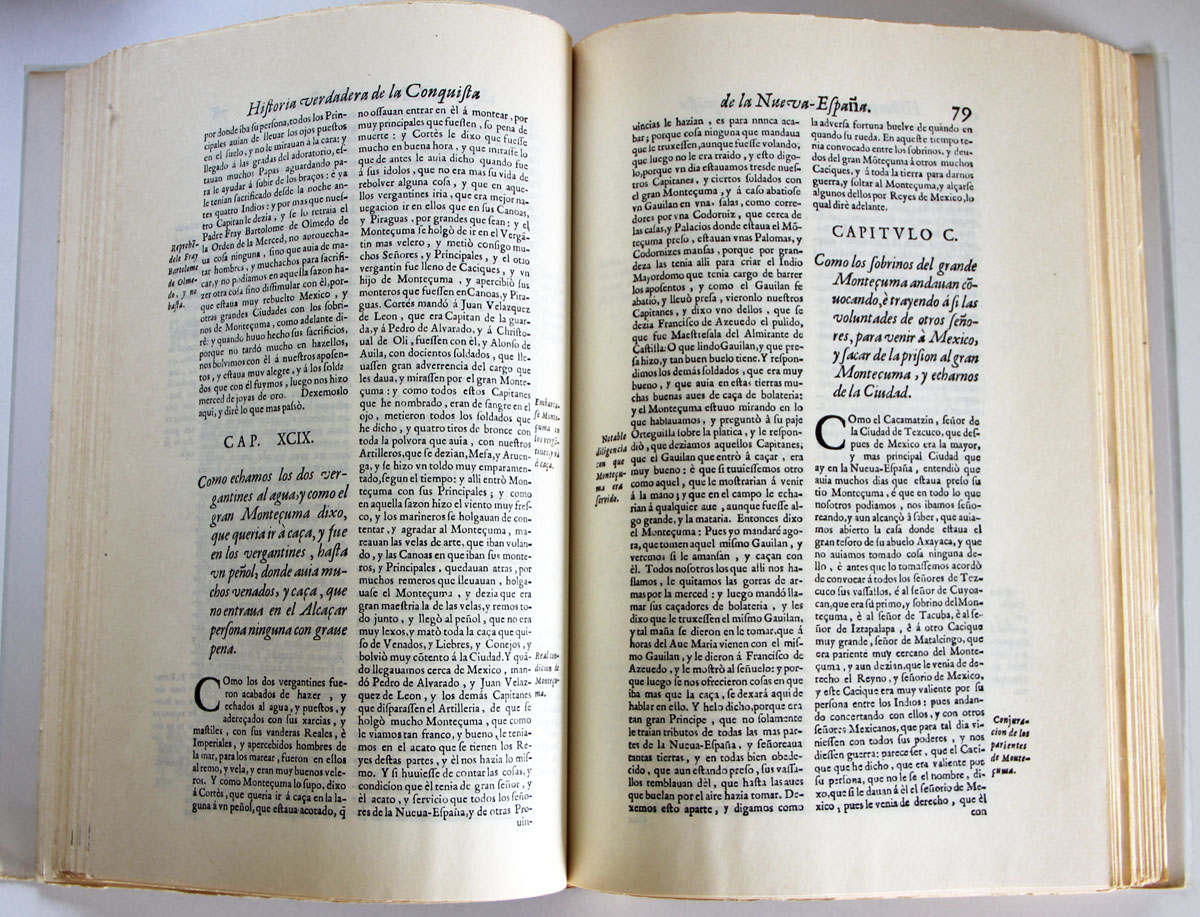
Páginas de la Historia verdadera, 1632.

Se cree que su obra titulada Historia verdadera de la conquista de la Nueva España la comenzó a escribir con más de ochenta y cuatro años, siendo la única obra popularmente atribuida a él. En este libro se describen personajes españoles, mexicas, tlaxcaltecas, mayas, tlatelolcas, texcocanos, etc. y se describe a detalle el ambiente que rodeaba a cada una de las acciones emprendidas, desde los primeros contactos con los habitantes americanos hasta las expediciones militares por Centroamérica, pasando por las batallas en Tabasco y México Tenochtitlan y el viaje de Cortés a las Hibueras.

### Conclusión de la obra
La obra fue concluida en 1575 y circuló manuscrita hasta que una copia fue publicada póstuma en 1632; de ella existen dos ediciones diferentes en la que consta el año 1632 en portada, se cree que solo una es «verdadera», aunque con dos variantes de estado; la segunda se cree es una falsificación o edición contrahecha que imita la primera variante de estado y fue hecha a finales del siglo XVII o principios del siglo XVIII, aunque muchos siguen considerándola primera edición. La edición que se presume auténtica lleva una portada calcográfica de Juan de Courbes y poseyó dos variantes o estados, según fundamenta el estudio tipobibliográfico exhaustivo de Carlos Fernández González. Una de estas variantes cuenta con un capítulo final que no tiene la otra y corrige dos erratas tipográficas (en la signatura Ii3 y en el año de apostilla marginal en el f. 251v) entre otras. La obra tiene un estilo épico acerca de los principales acontecimientos de la Conquista, desde su comienzo hasta la caída de Tenochtitlán, y otros aconteceres que a ella siguieron.

### Críticas de Díaz del Castillo a otras obras
Las obras de los conquistadores se prohíben en marzo de 1527, su impresión, venta y posesión son prohibidas y los documentos existentes confiscados y quemados en plazas públicas de Sevilla, Toledo y Granada. Esto se debió a la popularidad en España y Europa de las narraciones de los conquistadores. No obstante, Bernal afirma tener acceso a todas ellas, a pesar de afirmar ser un soldado raso y ser muy improbable poder burlar la prohibición de Carlos V para que estas le llegaran desde España, Italia y Francia (en sus respectivos idiomas) hasta Guatemala, todo esto evadiendo la confiscación por evasión de impuestos aduaneros y evitar su destrucción por mandato real durante todo el trayecto, todo eso antes o inmediatamente cuando las obras que critica son publicadas.
Se observa lo que se cree es una falsa rusticidad del autor anónimo al escribir con incorrecta ortografía nombres de personajes y toponímicos mexicas, cuando otros autores (incluyendo a su supuesto rival literario, Gómara) los escriben correctamente, donde el autor anónimo se supone que ya había leído a estos autores; siendo esto incongruente al ver que el autor anónimo hace citas literarias de alta especialidad cultural y no puede transcribir nombres correctos mexicas con las versiones correctas de Gómara y Cortés, las cuales afirma tener mientras redacta su obra

#### Crítica a Paulo Jovio y Gonzalo de Illescas
Acusa también al historiador y biógrafo Paulo Jovio (prelado italiano) de exagerar; sin embargo, en la obra de este último no se menciona cosa alguna sobre la conquista, y el prelado solo escribía en latín. También acusa a Fray Gonzalo de Illescas, doctor en teología y cronista de los papas, de tergiversar la información en su libro Historia Pontifical; sin embargo, este libro se publica en Salamanca en 1573, cinco años después de la publicación de Díaz del Castillo, donde se queja de los dichos de Illescas. Las obras literarias en el siglo XV y XVI tomaban décadas en ser impresas y distribuidas en Europa y España, donde una edición de la Historia verdadera preparada por Alonso Remón en Europa en 1632 llegó a Guatemala en 1675, 43 años después.

### Modificación de la obra después de la muerte de Díaz del Castillo
Tres documentos los cuales son solo citados: dos manuscritos, uno de ellos citado por primera vez por Alonso de Zurita (quien fungía como Oidor a pesar de sufrir sordera) en 1585, el cual es re-descubierto en 1909 y luego por Antonio de Herrera en 1601 y un libro publicado en Madrid en 1632 el cual tiene borrada la fecha de publicación en el frontispicio. En 1882 aparece el documento como una parte de una crónica de la historia de Guatemala quien el autor es Francisco Antonio de Fuentes y Guzmán quien es tataranieto de Díaz del Castillo.

### Memoria y cultura de Díaz del Castillo
En el prólogo, Díaz del Castillo advierte que no es "latino" (letrado) y no tiene estudios universitarios. La obra contiene una gran cantidad de vocablos indígenas en taíno o en nahua, y citas indirectas de Julio César y del emperador romano Marco Aurelio que provienen sin duda de la lectura del ameno y popular escritor franciscano fray Antonio de Guevara en Libro Áureo de Marco Aurelio, donde por ejemplo se habla de 53 batallas de Marco Aurelio, la mayoría de ellas ficticias, usándose numerosas citas erradas. También Cortés conocía esa popular y muy reimpresa obra. Duverger ve reflexiones y lecciones de la esencia del poder que reflejan la cultura y personalidad de Cortés. La gran cantidad de datos culturales y la forma tan estructurada y estilizada de la obra le hacen dudar de que proviniera de un soldado raso y casi analfabeto. La población común en España del siglo XIX tenía un porcentaje de analfabetismo del 80%, y se estima que en el siglo XVI era del 95-98%, por lo que seguramente la mayoría de la expedición de Cortés sería analfabeta también. Esto muestra incongruente que Díaz del Castillo siendo no letrado pudiera realizar tal obra, inclusive Díaz del Castillo afirma el mismo ser «un idiota (helenismo que en su época señalaba al que se instruía a sí mismo sin maestros, a menudo mal, leyendo libros en lengua romance) sin letras».

De sabios siempre se pega algo de su ciencia a los idiotas y sin letras como yo soy.
Bernal Díaz del Castillo, Historia verdadera de la conquista de la Nueva España

### Bernal Díaz del Castillo como soldado común durante la Conquista
La supuesta defensa de los hombres comunes por parte de Díaz del Castillo es debatida por el historiador belga Michel Graulich, sobre todo cuando se aleja de los autores que insinúa corregir, pese a que el argumento y la historia general es coincidente con la de Cortés salvo en detalles. Detalles que solo alguien que lo vivió en persona como Bernal puede aportar y no los cronistas a los que corrige que no estuvieron en los hechos.

## Controversias

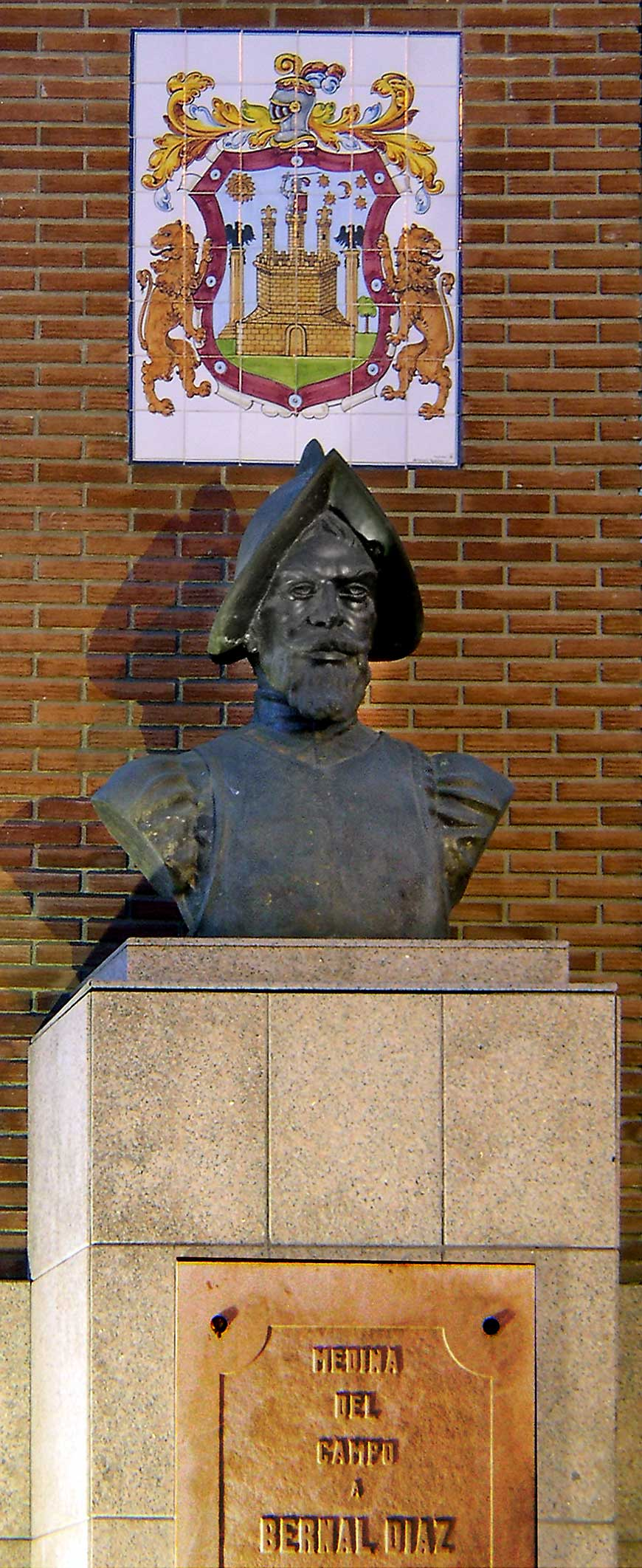
Busto en bronce a Bernal Díaz del Castillo en Medina del Campo (Valladolid).

William Arens, autor del libro El mito del comehombres (quien critica también el mito del canibalismo), también menciona que Díaz del Castillo no aparece en los registros de ningún otro conquistador, no deja de recordarnos que nunca tomó notas y nunca aprendió a hablar las lenguas indígenas y, no obstante, es capaz de describirnos diálogos enteros de los indígenas desde el primer día que pisaron el continente. Sin embargo, Bernal afirma en sus escritos conocer la lengua indígena de Cuba, además que la conquista se hizo con la presencia casi constante de lenguas (intérpretes o trujamanes) que traducían los idiomas locales, además de usar el lenguaje universal de las manos. Algunos de estos diálogos tienen una gran semejanza con pasajes de las aventuras de Hans Staden, un libro muy popular en su época y que relata las penurias de un mercenario alemán en la costa atlántica del Brasil hacia 1550. Algunos de sus relatos se contraponen con las versiones indígenas, y otros, como su descripción del tzompantli del Templo Mayor, son físicamente imposibles. Bernal reporta haber contado 100 000 cráneos, pero en las reconstrucciones del tzompantli no caben más de 1800. Sin embargo, recientemente arqueólogos han descubierto una torre de cráneos que responde punto por punto a la descripción de los cronistas españoles, incluido Bernal Díaz del Castillo.

### Autoría de laHistoria verdaderapor Hernán Cortés
En 2013, el antropólogo francés Christian Duverger publicó el libro Crónica de la eternidad, sustentando la hipótesis de que Bernal Díaz del Castillo no fue en realidad el autor de Historia verdadera de la conquista de la Nueva España, sino el propio conquistador, Hernán Cortés.
Estos estudios recientes, realizados por dos décadas, atribuyen la Historia verdadera de la conquista de la Nueva España a Hernán Cortés, argumentando que Díaz del Castillo era muy viejo, sin educación y sin haber acompañado a Cortés en todas sus expediciones militares al ser muy improbable que el soldado raso lo siguiera todas partes e incluso a su boda; según Duverger, no existen registros de las estancias de Díaz del Castillo en las regiones en que Hernán Cortés estuvo. Por otro lado, también según la hipótesis del mismo autor, hay evidencia a favor de la autoría de Cortés de la Historia verdadera, los últimos 3 años de vida de Cortés no están reportados en ningún documento oficial, a excepción del libro de Pedro de Albert acerca de una academia personal que Cortés había formado en su residencia en Valladolid, en este libro se describe detalladamente discusiones literarias y de idioma que realizaba durante la creación de la Historia verdadera.

#### Teoría de la invención del conquistador anónimo
En la obra se ve una apreciación plena por la región y su cultura, lo cual se le atribuye también a Cortés, pretendiendo que un soldado común no sería capaz de apreciarlas; además se señala el interés de Cortés por las tierras que considera suyas . Se le considera un teórico del criollismo, reflejado en la defensa de la mezcla racial y la protección de las autoridades locales cuando estas se subordinaban al nuevo orden español. Esta ideología se aprecia en el caso de su protegido Carlos Ometochtzin (noble de Texcoco y nieto de Nezahualcóyotl) quien fue ejecutado por continuar su fe mexica mientras Cortés se encontraba fuera de México, cuando a su regreso logra la prohibición de la intervención de la Inquisición española en estos casos.
Para evitar de nuevo la censura y destrucción de sus notas decide realizar dos obras simultáneas homotéticas, una por medio de un tercero (Gómara) y otra en secreto con la ayuda del autor anónimo, en donde esta obra escondida tiene como objetivo una publicación póstuma, para evitar interrogantes y aprovechar el efecto positivo de un autor que ya está fallecido. Para incrementar la credibilidad el autor anónimo tiende a ser crítico a las autoridades siendo un eterno insatisfecho. También se argumenta que los mejores datos y descripciones los dejó para su autor anónimo. El estilo de antihéroe está influenciado por las obras contemporáneas de Fernández de Oviedo y Antonio de Guevara.
Entre 1562-1565 los tres hijos de Cortés intentan recuperar el poder en la Nueva España. Especula Duverger que el hijo mayor, Martín Cortés, habría traído los documentos originales de la Historia verdadera y los habría entregado a Bernal Díaz Del Castillo, donde el hijo de este le atribuye todo a su padre, para poder obtener la herencia de su encomienda y fortalecer los reclamos en contra de las Leyes Nuevas, las cuales impedían que se heredaran las encomiendas, perdiendo de esta manera los descendientes de Cortés y Díaz del Castillo sus bienes.

#### Academia de Valladolid
Cortés crea una Academia en Valladolid, donde discutiría temas literarios e históricos A ella acudían (entre otros) a Giovanni Poggio, nuncio del papa; Dominico Pastorelli, arzobispo de Cagliari; Domingo del Pico, orador franciscano; Juan de Vega y Enríquez, virrey de Sicilia; Juan de Zúñiga, comendador de Castilla. Pero el más importante era Pierre d'Albret, hijo de Juan III de Albret, quien registró estas reuniones.

### Otros autores «anónimos»
Cristóbal de Mena en favor de Almagro, hace también una crónica anónima llamada El anónimo sevillano de 1534 para criticar a Pizarro y se descubre su identidad hasta 1937

### Crítica a la hipótesis de la autoría de Hernán Cortés
El académico español Guillermo Serés impugna la tesis de Christian Duverger y defiende la autoría de Bernal Díaz de la obra que siempre se le ha atribuido en los siguientes términos:

El primer argumento de Duverger en defensa de su tesis es que Bernal fechó el libro «en esta muy leal ciudad de Santiago de Guatemala, donde reside la Real Audiencia», el 26 de febrero de 1568. El estudioso francés arguye que «la Audiencia en esos años estaba ¡en Panamá!». Pero no es cierto: la Audiencia acababa de volver a Guatemala el 15 de enero de aquel año (estuvo temporalmente en Panamá desde 1563). Un mes más tarde, el 26 de febrero, dató su escrito el anciano conquistador y actual encomendero, subrayando la noticia reciente y seguramente con la esperanza de que la recuperada cercanía de la Audiencia serviría a sus intereses.

En el terreno estrictamente documental, el segundo argumento de Duverger se basa en que «la existencia de Bernal está por primera vez documentada en 1544». Pero los primeros datos que la certifican son de 1539, como figura en el Archivo General de Indias (AGI, p. 55, n.º 6, r. 2), en una probanza en que varios soldados dan fe de su presencia.
Con esos errores en la base de su argumentación, bien poca fe cabe prestar a las otras especulaciones de Duverger. Por otra parte, la evolución interna de la crónica en manos de Bernal está documentada con toda claridad.
Mantiene Duverger que este, de ser el autor, debió de comenzar a escribir «a los 84 años, lo que sería un caso portentoso de memoria». No hay tal. La primicia de la que luego sería La historia verdadera... es una larga carta de relación dirigida al Emperador en 1552, 16 años antes, que se complementa con otras dos de 1558 enviadas, respectivamente, a Felipe II y a Las Casas. Como la primera no surtió efecto, en 1553 se enfrasca en la redacción de un «memorial de guerras», cuyo contenido y directrices irá ampliando hasta constituir la posterior Historia. Las sucesivas fases de redacción se aprecian nítidamente, pues los primeros 18 capítulos de la crónica están muy cerca del memorial; el tono, estilo y planteamiento solo varían sustancialmente a partir del capítulo XIX, cuando se plantea rivalizar («a las buenas llanas», porque en su estilo «no van razones hermoseadas») con la Historia de la conquista de México (1552), de López de Gómara, que además le servirá de modelo para capitular la suya, y con la Brevísima historia de la destrucción de las Indias (1555), de fray Bartolomé de las Casas, a quien desmiente en tantos lugares. Y en 1585 Alonso de Zorita tenía ya noticia del trabajo de Bernal Díaz del Castillo.

Frente a testimonios internos y externos como esos sobre la génesis del libro, Duverger no da ninguna razón positiva a favor de la autoría de Hernán Cortés. Sostiene, así, que el estilo de la crónica revela que su autor estaba impregnado de prosa latina y construcciones propias del náhuatl, y que el estilo y cultura que la impregnan son impropios de un soldado. Pero los giros del náhuatl en la prosa de Bernal, tras más de 30 años de vida en Nueva España, son obvios. Por otra parte, de hecho la presunta cultura clasicista que asigna a Bernal se reduce a algunas ristras de nombres sacados, por ejemplo, de textos tan difundidos como las Coplas de Jorge Manrique/Guillermo Seres, «El verdadero autor de La historia verdadera»